# ヘリーデン
ヘリーデン (ドイツ語: Herrieden, ドイツ語発音: [hɛˈriːdn̩]) は、ドイツ連邦共和国バイエルン州ミッテルフランケンのアンスバッハ郡に属す郡所属市。

## 地理

### 位置
ヘリーデンは、アルトミュール川上流域、ローテンブルク・オプ・デア・タウバー - フォイヒトヴァンゲン - ディンケルスビュール - グンツェンハウゼン - アンスバッハの5都市の中心に位置する。
この街は、ニュルンベルク大都市圏に含まれる。

### 自治体の構成
本市は、公式には39の地区 (Ort) からなる。このうち小集落や孤立農場などを除く集落を以下に列記する。
| - ビルカハ - ベッカウ - ブリュスト - エルバースロート - グレーベンヴィンデン - ヘリーデン - ホイベルク - ホーエンベルク - ランメルバッハ | - ラッテンブーフ - ライベルバッハ - ロイテンブーフ - リムバッハ - ノインシュテッテン - ニーダードームバッハ - オーバーシェーンブロン - ラウエンツェル | - レース - ロート - ジッカースドルフ - シュターデル - シュテークブルック - シュタインバッハ - フェルデン - ヴィン |

## 歴史
782年、フランケンの荘園領主カドルト (Cadolt) が、現在の我らが聖母教会のある辺りにベネディクト派の修道院を創設し、フランク王カールに寄進した。この修道院長には、カールの信頼が厚い聴罪司祭のデオカール(Deocar)が就任した。デオカールは、この地のキリスト教化に指導的役割を負った。この修道院は、単に名高い古い修道院であるに留まらず、一方はアルトミュール川の水運路に面し、もう一方をドウナヴェルト - フュルト間の通商路に面するという交通の要衝に位置してもいた。だが、この修道院は、その作業の多くを近隣地域の開墾に費やした。町の名前の語源は "Hasareod"で、これは荒れ地を開墾・開拓するという意味であり、この事実は修道士らの主な使命が土地の開墾にあったことをよく示している。その後、地名は "Hasareod"、次いで "Herrenried"と変化し、近代になって "Herrieden"という名になった。
791年にはすでに、修道院は広範な土地を有しており、現在は友好都市になっているメルクや、同じくニーダーエステライヒのグリュンツやピーラハもこれに含まれた。793年には、カール大帝がヘリーデンのデオカールの元へ訪れた。796年にデオカールとある修道士との間で争いが起き、カール大帝時代の最も重要な神学者であるアルクィンが裁定に入った。数年後、デオカールはカール大帝の使者としてたびたび登場する。
802年、デュースブルクはヘリーデンの修道院に年貢を納めることが義務づけられた。863年、修道院長ルイペルト・フォン・ヘリーデンがマインツ大司教に就任した。彼は、865年のシャルル禿頭王とルートヴィヒ・ドイツ人王との約定に証人として立ち会った。870年、彼はついには、帝国の宮廷司祭長ならびに尚書局長官に就任した。887年、彼はヘリーデンからエルヴァンゲンに移った。
888年、この修道院は司教座聖堂参事会に変容し、司教座教会首席司祭、すなわちアイヒシュテット司教に従属する立場となった。司教座教会に付属する最も古い建物はこの時代のものである。

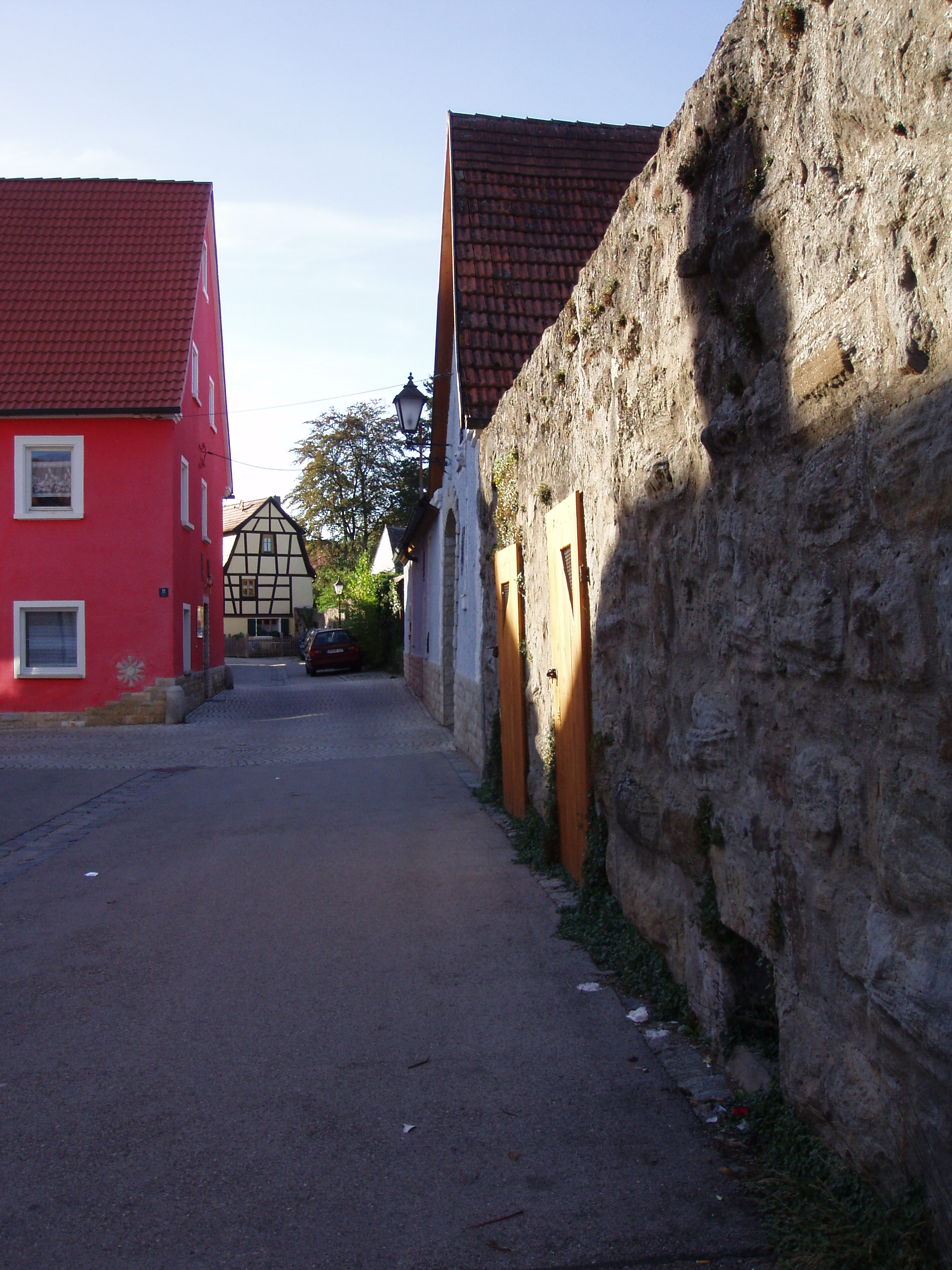
ヘリーデンの市壁の遺構

10世紀、ヘリーデンは度重なるハンガリー人の来襲に悩まされていた。このため、町の防衛施設の建設が始まった。1122年には、ヘリーデンの城に関する文献上の記録が初めて登場し、市を取り囲む城壁もこの時代に遡る。1230年にヘリーデンは都市権を授けられた。しかし、1305年の火事により街は壊滅的な被害を受け、さらに1316年にはルートヴィヒ・フォン・バイエルンの攻撃の標的となった。これにより街の大部分が破壊された。
1358年、ヘリーデンの司教座聖堂参事会は、皇帝カール4世から、金箔の聖体顕示台と聖ファイトの聖遺物および皇帝の保護状を授けられた。これらは、現在も教会内に保存され見ることができる。
1470年にヤーコプ・フッガーが神学校の学生となった。
1490年、2度の火事が広範囲の破壊をもたらした。
1633年にスウェーデン軍が来襲し、多くの犠牲がでた。
1703年および1704年、ヘリーデンはアイヒシュテット司教の行政府が置かれた。1792年から1806年までヘリーデンはプロイセン領となり、その後バイエルン領となった。
1903年にヘリーデンに鉄道網が達し、1918年にはマルクト広場が舗装された。1933年には、たばこ製造会社SA-Lagerが創設された。
1960年代になると、アンスバッハ - ベヒホーフェン間の鉄道の、まずは旅客輸送が、ついで鉄道路線自体が休止された。採算が採れなかったこの路線は、後に撤去されてしまった。

## 行政

### 市議会
市議会は21議席からなる。

### 紋章
赤地に、まっすぐに座った金のウサギ。その前足で銀の司教杖をもっている。

### 友好都市
- ボッカウ （ドイツ、ザクセン州）
- メルク （オーストリア、ニーダーエスターライヒ州）

## 文化と見所

### 建造物

#### 世俗建築

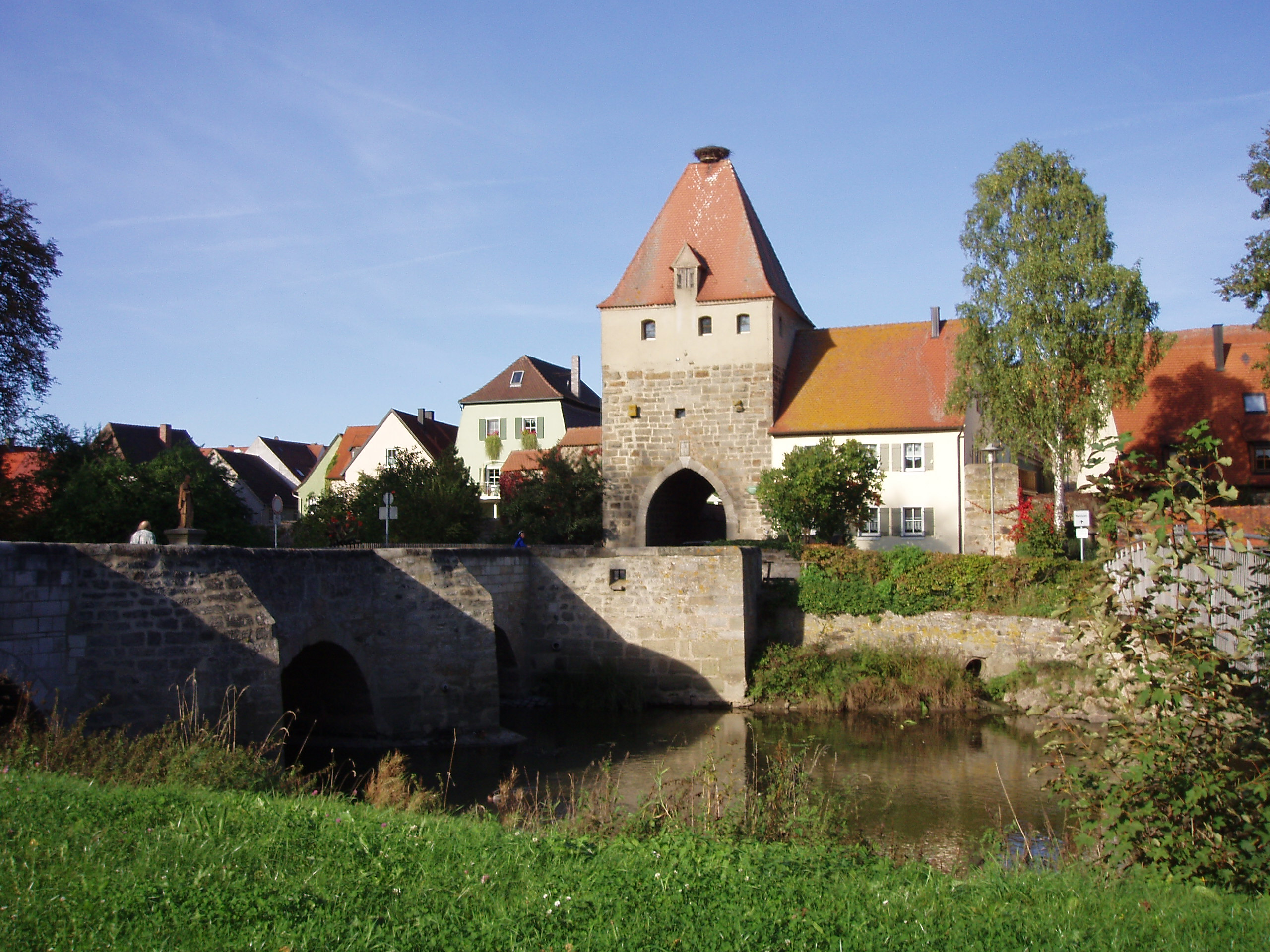
コウノトリの塔とアルトミュール橋

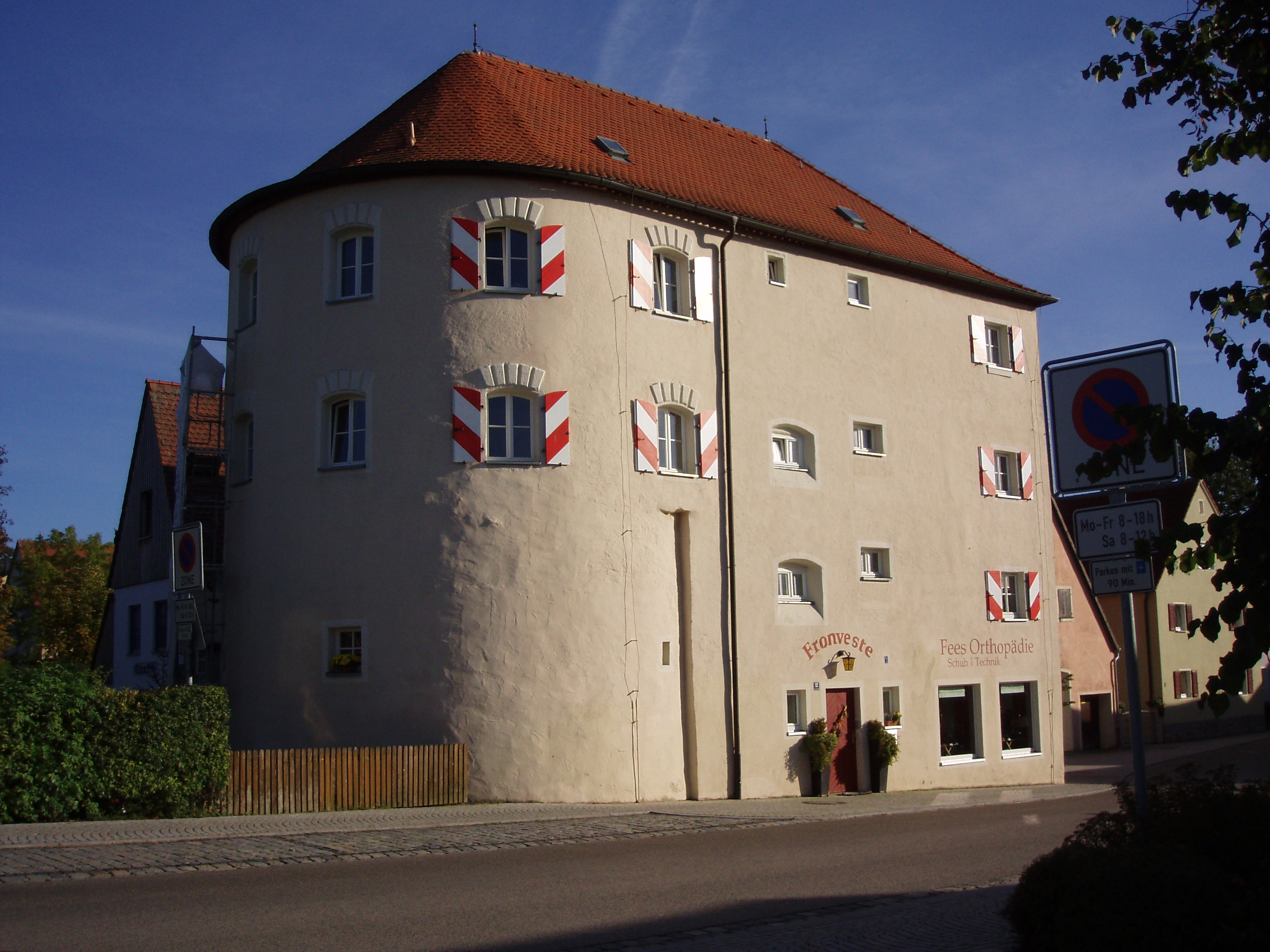
正面砦

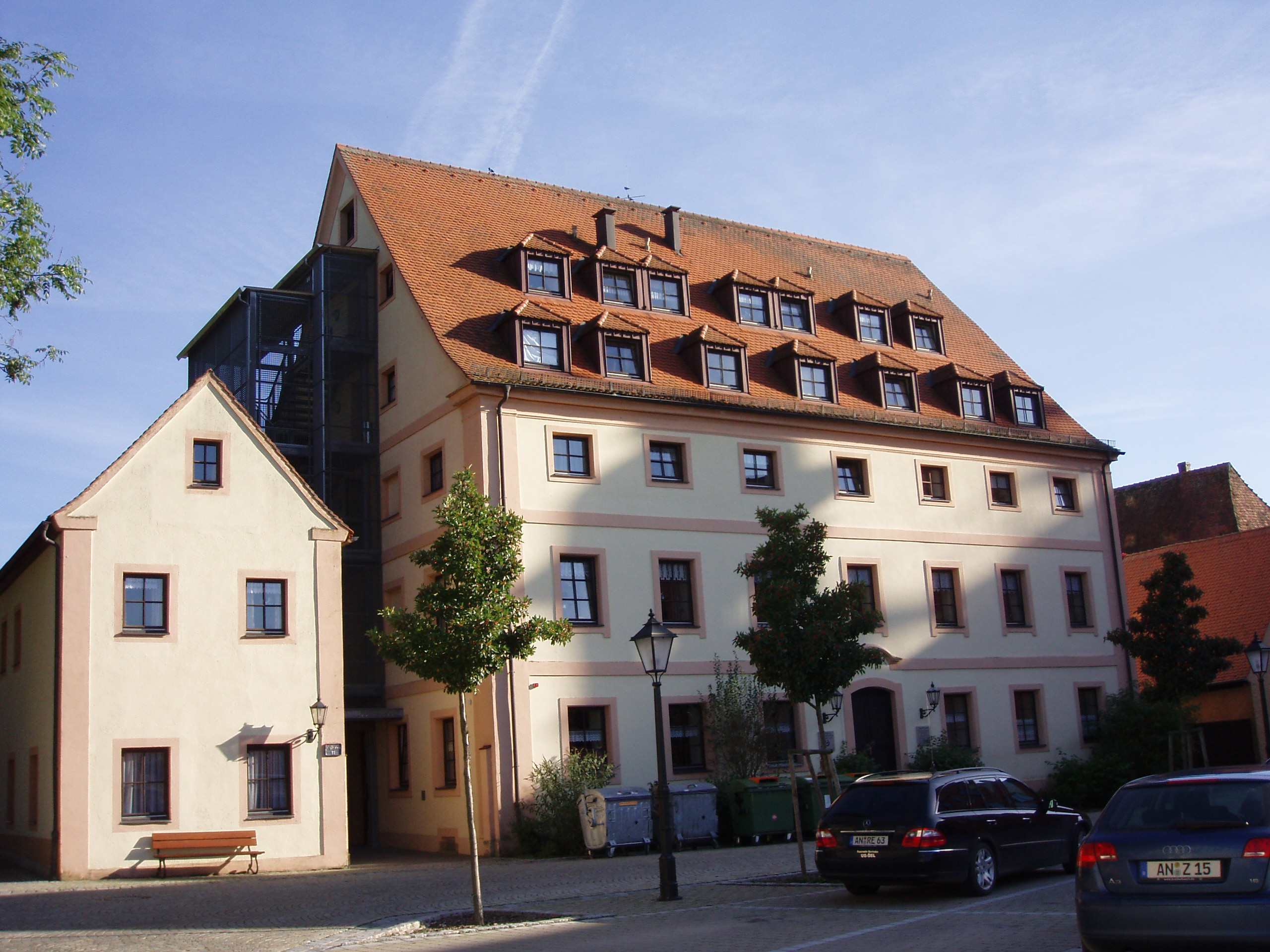
ガブリエリハウス

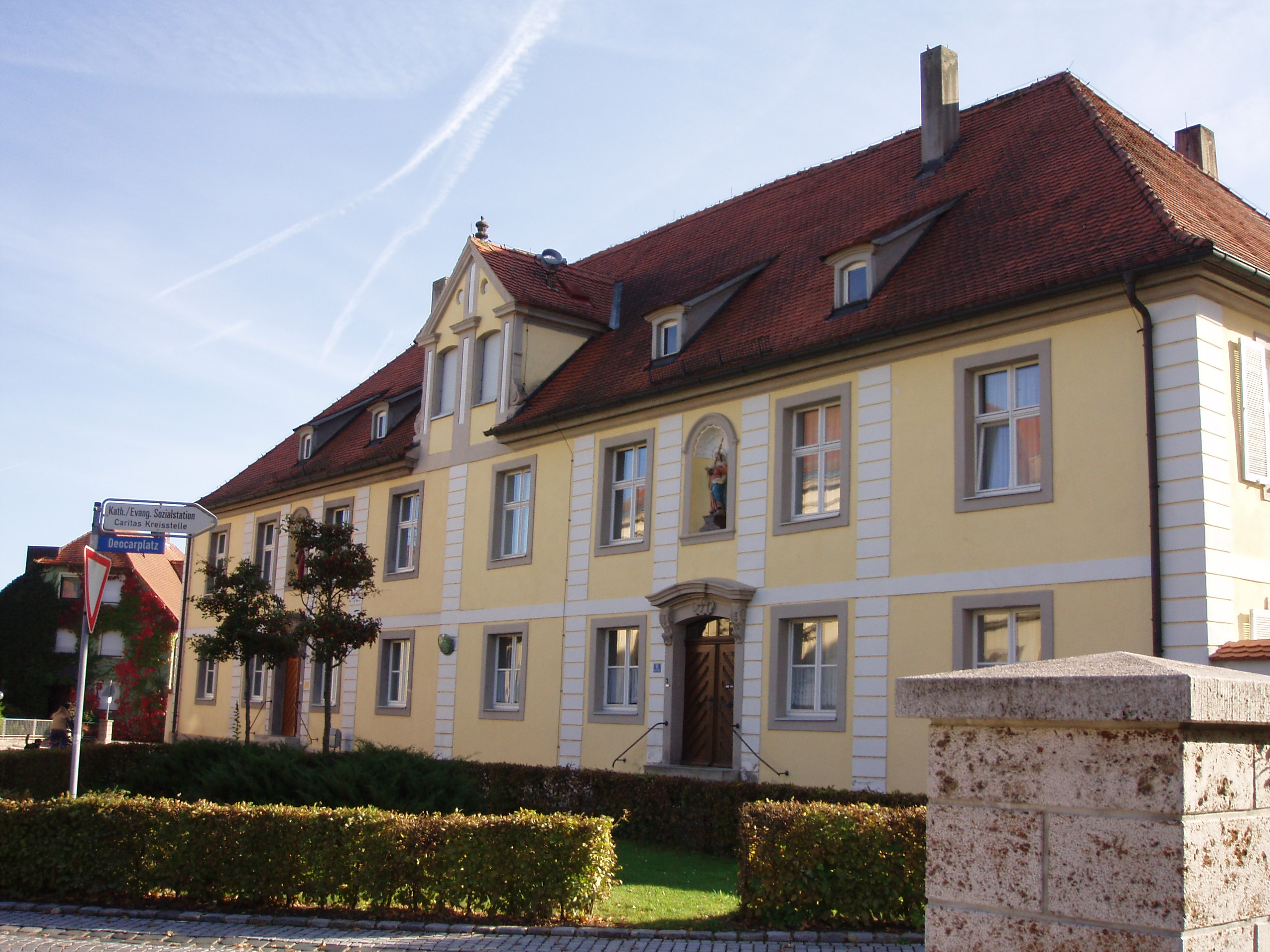
司祭館

コウノトリの塔 (Storchenturm)
コウノトリの塔は、アルトミュール川流域では、コウノトリが巣を掛ける最後の建築物である。この塔は、1316年にルートヴィヒ・フォン・バイエルンによって破壊された後、1340年に司教シェンク・フォン・ライヒェネックによって建造された。塔には通行のため、アーチ型の門が設けられている。
石造のアルトミュール橋
アルトミュール川に現在架かる石橋は、1711年に建造された。その前身は古く、836年には橋が架けられていたことが文献に記録されている。これは文献で証明できるミッテルフランケンで最も古い橋である。現在この橋は原動機付き車両が通行でき、コウノトリの塔をくぐって街に入るが、人や自転車は隣接する小橋を通り、市壁をくぐって旧市街にはいることができる。

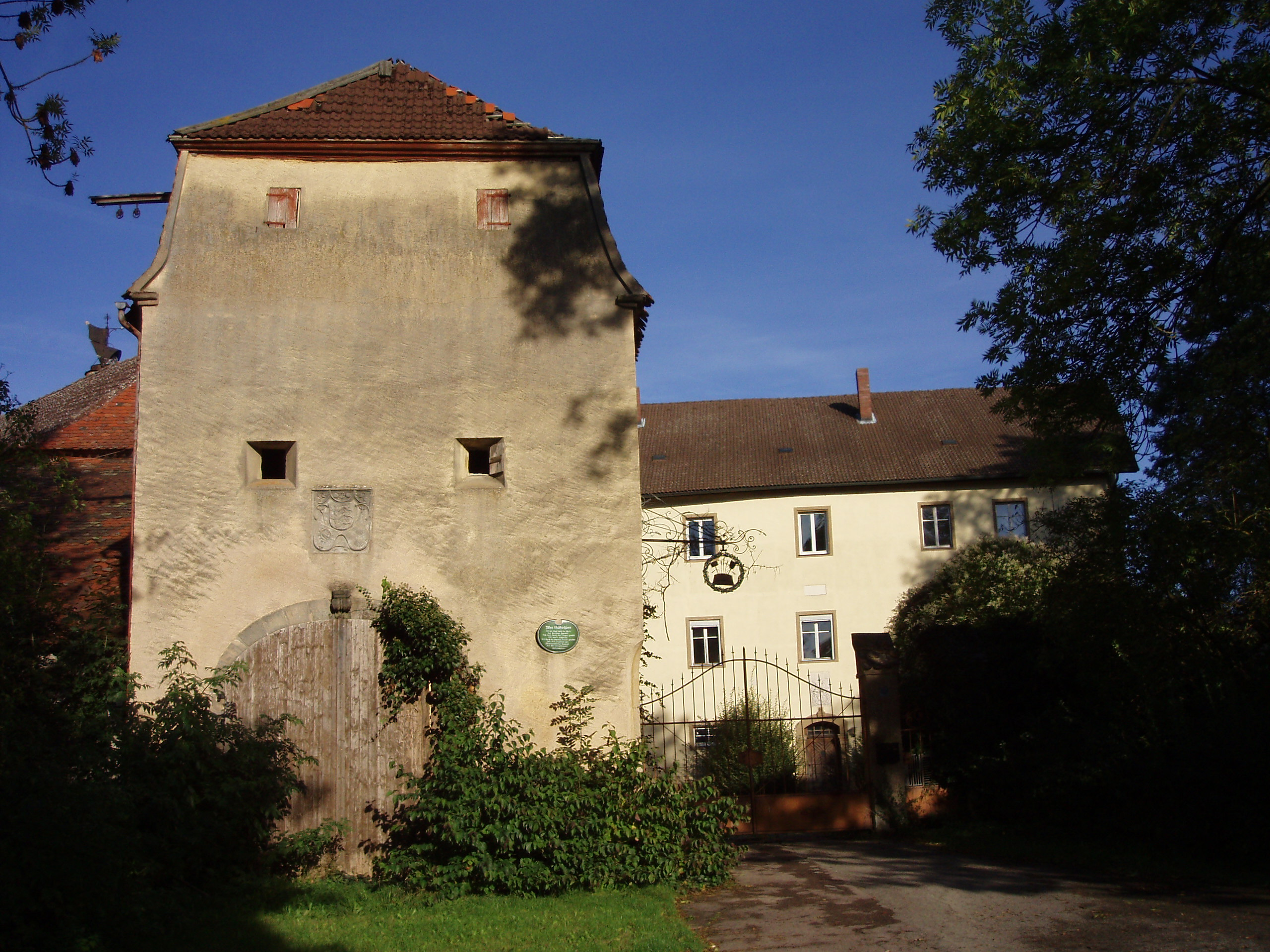
旧城館
12世紀にヘリーデンの領主館として建設された。1316年にルートヴィヒ・フォン・バイエルンがこれを破壊し、1342年に再建された。この再建された建物も、1633年にスウェーデン軍により灰燼に帰した。1685年から1717年にその跡地に司教領主のビール醸造所が建設された。1802年以降、ここは私営の醸造所となっている。
司教座教会首席司祭の居館
市立図書館に利用されている建造物は、1492年に建てられた司教座教会首席司祭の事務所兼居館である。1988年以降この建物は市の所有物となっている。
旧施療院
現在、老人および障害者社会福祉施設がある場所は、1476年にはすでに施療院が建設された場所である。最初の建物は、1490年のヘリーデン火災で焼け落ち、その後建てられた建造物も1633年にスウェーデン軍によって破壊された。それでも施療院は街の同じ場所に再建された。1840年からは、フォイヒトヴァンゲン郡のコレラ隔離施設として用いられ、1884年から1979年までは市立病院として用いられた。
正面砦
正面砦は、四角形の平面を持つ守備塔を起源とする。1415年から1429年までの間に半円形の前面が増築された。この構造の方が大砲による攻撃に強いと考えられたのである。1901年までこの建物は、監獄として用いられていたが、現在では、普通の企業が使用している。
カステン
現在の司祭館は、16世紀前期に司教領主ガブリエル・フォン・アイプにより建造され、後に年貢の受付所兼倉庫として用いられた建物をその起源とする。この建物は1997年から2000年にかけて完全な改修がなされた。
ガブリエリハウス
この建物は18世紀には、司教領主の事務所として用いられた、ヘリーデンの行政庁であった。後に、区裁判所、地方裁判所、公証役場、経理課などに用いられ、1921年からは市の財務局が収まっている。
郵便局（郵便馬車の厩舎）
1890年から1903年までの13年間は、当初の目的通りに使用された。しかし、鉄道網がヘリーデンまで接続されたことで、この施設は不要になってしまった。
ブロトハウス（旧市庁舎）
ブロトハウスは、1835年から1944年までラートハウス（市庁舎）として用いられていた。1752年に現在の建物ができたのだが、その壁には、前身の建物につけられていた司教座教会首席司祭ベルンハルト・アルツァトの紋章がつけられている。
現在の市庁舎
1945年から市庁舎として使われている建物は、1901年にバイエルン王国の区裁判所として建設されたものである。この建物の前の銘板は戦争犠牲者のためのものである。これとは別に参事会教会の近くにも戦争記念碑が建っている。
司祭館
ガブリエリの設計、マウリツィオ・ペデッティの内装による司祭館は、1806年まで首席司祭の館として用いられていた建物である。

#### 教会建築

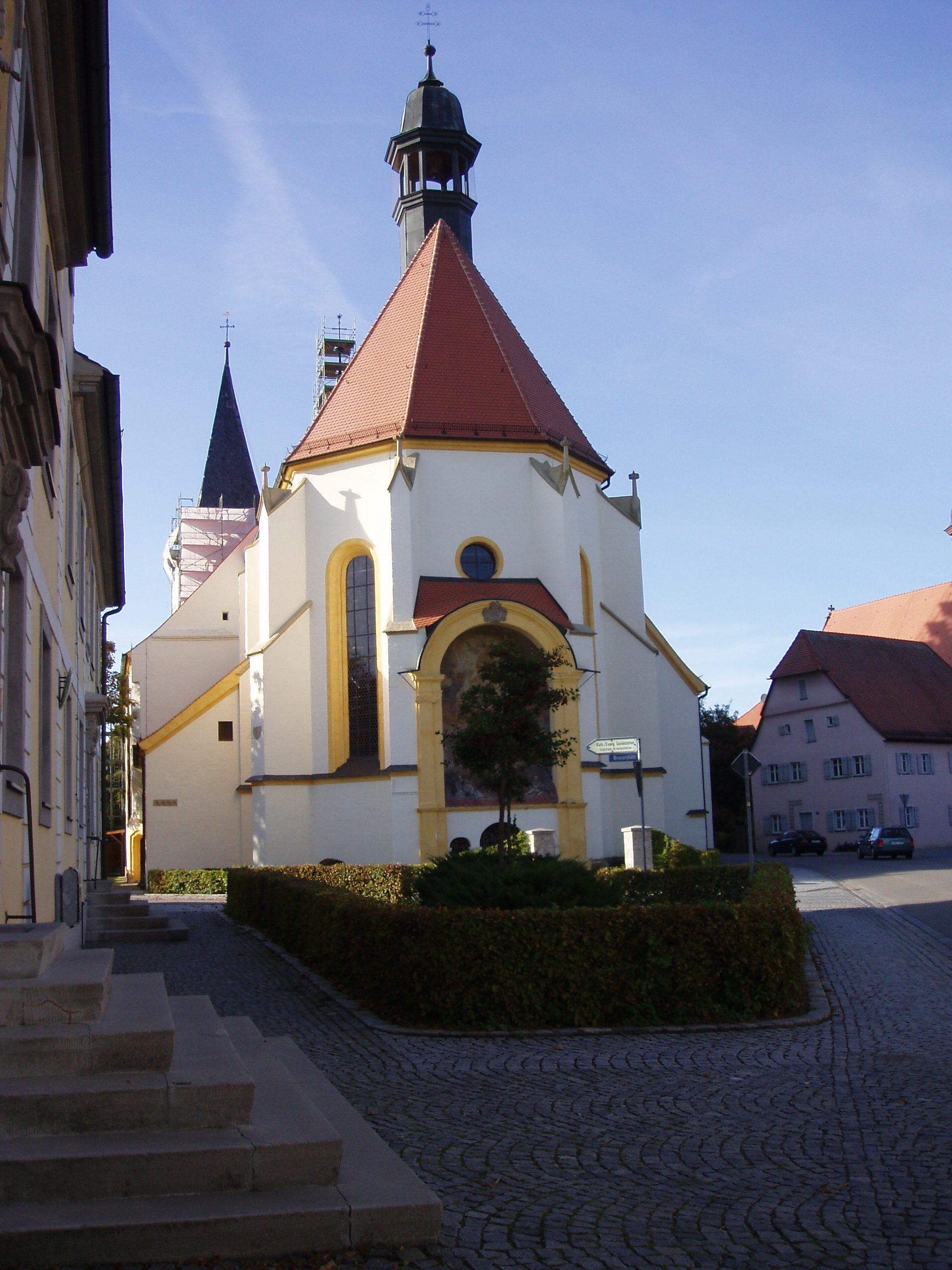
参事会教会

聖フィトゥス・聖デオカール参事会教会
1071年に司教グンデカール2世により献堂された教会を起源とする。1490年から1533年に教会は拡張され、後期ゴシック様式の外観となった。ガブリエル・デ・ガブリエリの内装はバロック様式で、18世紀中頃のものが主である。
聖マルティン教会
この教会内部のバロック様式は、ガブリエリの時代のものである。この聖マルティン教会は、アルトミュール上流部で最も古い教会の一つで、本来は異なる内装の教会であった。
「我らが聖母」教会
キリスト教会
キリスト教会は、1951年からヘリーデンに設けられたプロテスタント教会である。
聖サルバトール巡礼教会

### 聖人
- 聖デオカール　修道院長。ヘリーデンの創設者で、市の守護聖人。

## 経済と社会資本

### 交通
1903年から1966年まで、ヘリーデンには、鉄道ロイターハウゼン - ヴィーダースバッハ - ベヒホーフェン線の駅があった。この路線は「ボッケーラ」の愛称で呼ばれた。

## 引用
1. ↑  https://www.statistikdaten.bayern.de/genesis/online?operation=result&code=12411-003r&leerzeilen=false&language=de Genesis-Online-Datenbank des Bayerischen Landesamtes für Statistik Tabelle 12411-003r Fortschreibung des Bevölkerungsstandes: Gemeinden, Stichtag (Einwohnerzahlen auf Grundlage des Zensus 2011)
2. ↑  Max Mangold, ed (2005). Duden, Aussprachewörterbuch (6 ed.). Dudenverl. p. 399. ISBN 978-3-411-04066-7
3. ↑  Bayerische Landesbibliothek Online